# Белецкая, Ирина Петровна
Ири́на Петро́вна Беле́цкая (род. 10 марта 1933, Ленинград) — советский и российский химик-органик. Член-корреспондент Академии наук СССР с 1974 года, академик РАН с 1992 года (отделение химии и наук о материалах). Автор более тысячи научных работ, в том числе нескольких монографий.

## Биография
В 1955 году окончила химический факультет МГУ, в 1958 году — аспирантуру. С 1963 года — доктор химических наук. С 1971 года занимает должность профессора, с 1988 года заведует лабораторией элементоорганических соединений химического факультета.
Главный редактор «Журнала органической химии» (с 1991), член редколлегий ряда российских («Известия Академии наук», серия Химия, Mendeleev Communications) и зарубежных журналов (Chemistry A European Journal, The Journal of Organometallic Chemistry, Chemistry Letters, J. Mol. Catal. A) и научного совета РАН; была президентом Органического отделения в Международном союзе по чистой и прикладной химии, член оргкомитетов многих отечественных и международных научных конференций. Председатель секции «Реакционная способность и механизмы реакций» Научного совета РАН по химической кинетике, строению и реакционной способности. Член Президиума ВАК. Член Комиссии при Президенте РФ в области науки и техники.
Замужем, имеет сына.

## Научная деятельность
Направления научной деятельности — теоретическая органическая химия, химия металлоорганических соединений и металлокомплексного катализа, механизмы реакций электрофильного и нуклеофильного замещения и присоединения, химия карбанионов и амбидентных ионов, использование гомогенного металлокомплексного катализа в органическом синтезе, создание новых каталитических систем, металлоорганическая химия ранних переходных металлов и лантанидов.
Ранние исследования относятся к физической органической химии. В 1960—1966 годах установила закономерности реакций электрофильного и радикального замещения у насыщенного атома углерода; изучила кинетику и механизм реакций симметризации ртутьорганических соединений. Осуществила фундаментальные исследования в области химии карбанионов, амбидентных ионов и их ионных пар. Выяснены главные детали механизмов нуклеофильного ароматического замещения. Разработан метод окисления алкилароматических соединений кислородом, содержащимся в воздухе, приводящий к получению кислородсодержащих соединений, в том числе ряда имеющих промышленное значение карбоновых кислот. Открыла ряд новых реакций ртуть- и оловоорганических соединений.
Текущие исследования сосредоточены вокруг использования металлокомплексного катализа для образования связей углерод-металл и углерод-элемент.
И. П. Белецкая продемонстрировала возможность создания универсальных водных сред для каталитических процессов с участием водонерастворимых реагентов и впервые разработала общий метод синтеза перспективного класса макроциклических лигандов тетрабензопорфиринового ряда. Также обнаружила способы синтеза новых классов лантанидов и показала возможность их широкого использования в органическом синтезе и катализе.
Подготовила более 70 кандидатов и 8 докторов наук.

## Награды и звания
- Лауреат ряда российских и международных премий: имени М. В. Ломоносова (1971), Д. И. Менделеева (1985), А. Н. Несмеянова (1991), Демидова (2003), Арбузова, премии П. Л. Капицы Королевского научного общества Великобритании (1993), премии Менделеева (2023)[1] и премии «Женщины в науке» (Швеция); лауреат Государственной премии РФ в области науки и техники (2003), лауреат Национальной премии общественного признания достижений женщин России «ОЛИМПИЯ» за 2003 год[2]; награждена орденом Трудового Красного Знамени (1983), в 1999 году удостоена звания «Заслуженный деятель науки Российской Федерации», Почётный работник высшего профессионального образования Российской Федерации (2003).
- Почетный академик Академии наук Республики Башкортостан (1991), почетный доктор наук Королевского технологического института (Швеция), заслуженный профессор Московского государственного университета (1999) и Санкт-Петербургского химико-технологического университета (1999), почетный профессор Национального университета Кордовы (Аргентина).
- Лауреат Национальной премии общественного признания достижений женщин «Олимпия» Российской Академии бизнеса и предпринимательства[3] в 2003 г.
- Почётная грамота Президента Российской Федерации (5 февраля 2024) — за заслуги в развитии отечественной науки, многолетнюю плодотворную деятельность и в связи с 300-летием со дня основания Российской академии наук[4].
- Орден Дружбы (22 июля 2024) — за заслуги в научно-педагогической деятельности, подготовке высококвалифицированных специалистов и многолетнюю добросовестную работу[5]

## Основные работы
- Reaction mechanisms of organometallic compounds. Amst., 1968 (with O. A. Reutov);
  - Механизмы реакций металлоорганических соединений. М.: 1972 (в соавт.);
- Химия карбанионов. М., 1978;
- CH-acids. Oxf.; N. Y., 1978 (with O. A. Reutov, K. P. Butin);
  - СН-кислоты. М.: 1980 (в соавт.);
- Ambident anions. N. Y., 1983 (with O. A. Reutov, A. L. Kurts).
- Химические синтезы на основе оксида углерода (1987);
- Металлоорганическая химия переходных металлов (1989, пер. с англ. и ред.);
- О совместной оценке российского двухстадийного процесса уничтожения ОВ // «Уничтожение химического оружия в России: политические, правовые и технические аспекты», 1997;
- Beletskaya, I., Pelter, A. Hydroboration catalyzed by transition metal complexes. Tetrahedron. 1997.Vol. 53. N 14. P. 4957-5026;
- Beletskaya, I. P. Palladium Catalyzed C-C and C-Heteroatom Bond Formation Reactions. Pure & Applied Chemistry. 1997.Vol. 69. N 3. P. 471—476;
- Beletskaya, I. P., Bessmertnykh, A. G., Guilard, R. Palladium-Catalyzed Synthesis of Aryl-Substituted Polyamine Compounds from Aryl Halides. Tetrahedron Letters. 1997.Vol. 38. N 13. P. 2287—2290;
- Voskoboynikov, A. Z., Parshina, I. N., Shestakova, A. K., Butin, K. P., Beletskaya, I. P., Kuz’mina, L. G. , Howasrd, J. A. K. Reactivity of Lanthanide and Yttrium Hydrides and Hydrocarbyls toward Organosilicon Hydrides and Related Compounds. Organometallics. 1997.Vol. 16. N 4041-4055.